# 닥보까귀
닥보까귀는 티베트 불교 까귀파의 한 분파이다. 쇠남린첸이 1121년에 감뽀 사원을 세우고 까귀파를 창시했고, 민중은 쇠남린첸을 감뽀빠로 불렀다. 이후 까귀 분파가 생겨나자 민중은 감뽀 사원 까귀를 닥보까귀로 불렀다.